# E-Side
E-Side ist die zweite EP des japanischen Popmusik-Duos Yoasobi – die erste EP in englischer Sprache –, die am 12. November des Jahres 2021 lediglich auf digitaler Ebene als Musikdownload und Musikstream veröffentlicht wurde.
Die Lieder auf der EP stellen übersetzte Versionen ihrer zuvor auf japanischer Sprache veröffentlichten Stücke dar. Die Lieder wurden von Konnie Aoki ins Englische übersetzt. E-Side umfasst insgesamt acht Songs mit einer gesamten Spiellänge von 31 Minuten und 49 Sekunden.
Die EP erreichte Platz 19 der kombinierten Albumcharts von Oricon und Platz neun der Hot-Albums-Charts des japanischen Ablegers von Billboard.

## Hintergrund
Das Duo veröffentlichte am 2. Juli des Jahres 2021 mit Into the Night eine englischsprachige Version ihrer Hitsingle Yoru ni Kakeru. Der japanische Liedtext wurde von Konnie Aoki ins Englische übersetzt. Am 16. Juli erschien mit RGB ein weiteres, auf Englisch übersetztes Lied, dem am 30. des gleichen Monats das Lied Monster folgte. Mit Blue, der englischsprachigen Version des Stückes Gunjō, wurde am 29. Oktober 2021 eine vierte Single veröffentlicht.
In ihrer Radiosendung Yoasobi’s All Night Nippon X erklärte das Duo, dass Nippon Broadcasting System über den Namen der EP entschieden habe. In einem Interview mit dem US-amerikanischen Paper-Magazin erklärte das Duo, dass man mit der EP ein internationales Publikum erreichen wolle. Dennoch, so die Musiker, habe man keine Änderungen vorgenommen, nur um international zu gefallen. Stattdessen habe man versucht, die Essenz des Duos in einer anderen Sprache zu übertragen. Im Februar 2022 erklärte das Duo in einem Interview mit dem Lifestyle-Magazin Nylon erklärten die Musiker, dass man kommende Lokalisierungen ihrer Lieder anhand der Liedstrukturen aussuchen wolle. Die ausgesuchten Stücke sollten sich in ihrer übersetzten Version nicht mit dem japanischen Original vermischen und sollten in der englischen Version dennoch verständlich sein.

## Veröffentlichungshistorie
Die Veröffentlichung der EP E-Side wurde am 29. Oktober 2021 gemeinsam mit der Herausgabe der digitalen Single Blue offiziell für den 12. November gleichen Jahres angekündigt. Diese wurde lediglich auf digitaler Ebene als Musikdownload und Streaming veröffentlicht. Die Ankündigung der EP erfolgte im Zuge einer Werbeaktion für ihr erstes Konzert vor Publikum am 4. und 5. Dezember gleichen Jahres, wobei jede Woche eine Ankündigung im Zeitraum von zehn Wochen gemacht wurde.
Neben den vier bereits veröffentlichten englischsprachigen Liedern Into the Night, RGB, Monster und Blue, enthält die EP vier weitere Lieder, die auf Englisch übersetzt wurden. Die Musikvideos der auf der EP enthaltenen Stücke wurden allesamt am Tag der EP-Veröffentlichung auf YouTube mitveröffentlicht.

### Albumcover
Das Albumcover der EP wurde von Mina Sakurai entworfen und greift auf Pixel-Art zurück und platziert das Motto des Duos, Novels Into Music, unterhalb des EP-Titels.

## Titelliste
| Nr. | Titel (englisch) | Originaltitel                       | Länge | Anmerkungen |
| --- | ---------------- | ----------------------------------- | ----- | ----------- |
| 1   | Into the Night   | 夜に駆ける Yoru ni Kakeru           | 4:19  | 1. Single   |
| 2   | Haven’t          | たぶん Tabun                        | 4:16  |             |
| 3   | Monster          | 怪物 Kaibutsu                       | 3:25  | 3. Single   |
| 4   | Comet            | 優しい彗星 Yasashii Suisei          | 3:33  |             |
| 5   | RGB              | 三原色 Sangenshoku                  | 3:39  | 2. Single   |
| 6   | Encore           | –                                   | 4:30  |             |
| 7   | Blue             | 群青 Gunjō                          | 4:06  | 4. Single   |
| 8   | Tracing a Dream  | あの夢をなぞって Ano Yume o Nazotte | 4:01  |             |

## Erfolg
Die EP erreichte Platz 19 der kombinierten Albumcharts sowie Platz eins der Digital-Albumcharts, die beide von Oricon ermittelt und veröffentlicht werden. In den Hot-Album-Charts des japanischen Ablegers von Billboard erreichte E-Side Platz neun. In den Downloadcharts von Billboard Japan belegte E-Side Platz zwei, hinter Silk Sonic mit ihrem Album An Evening with Silk Sonic. In den Download-Album-Jahrescharts von Billboard Japan belegte E-Side im Jahr 2021 Platz 63, im Folgejahr Platz 35.